# 油墩街镇
油墩街镇，是中华人民共和国江西省上饶市鄱阳县下辖的一个镇。

## 行政区划
油墩街镇下辖以下地区：
油墩街集镇社区、油墩村、漳田村、港头村、西港村、西湖村、柘下村、湖滨村、徐家村、莲东村、莲西村、麻下村、东山村、龙尾村、潼港村、桥头村、彭丰村、同兴村、长丰村、荻溪村、晏桥村、港湖村、北源村、潼莲村、高田村、楼下村、莲北村、乾湾村、漳溪村和沙洲村。

## 交通
- 351国道过境。